# Stockholms Roddförening

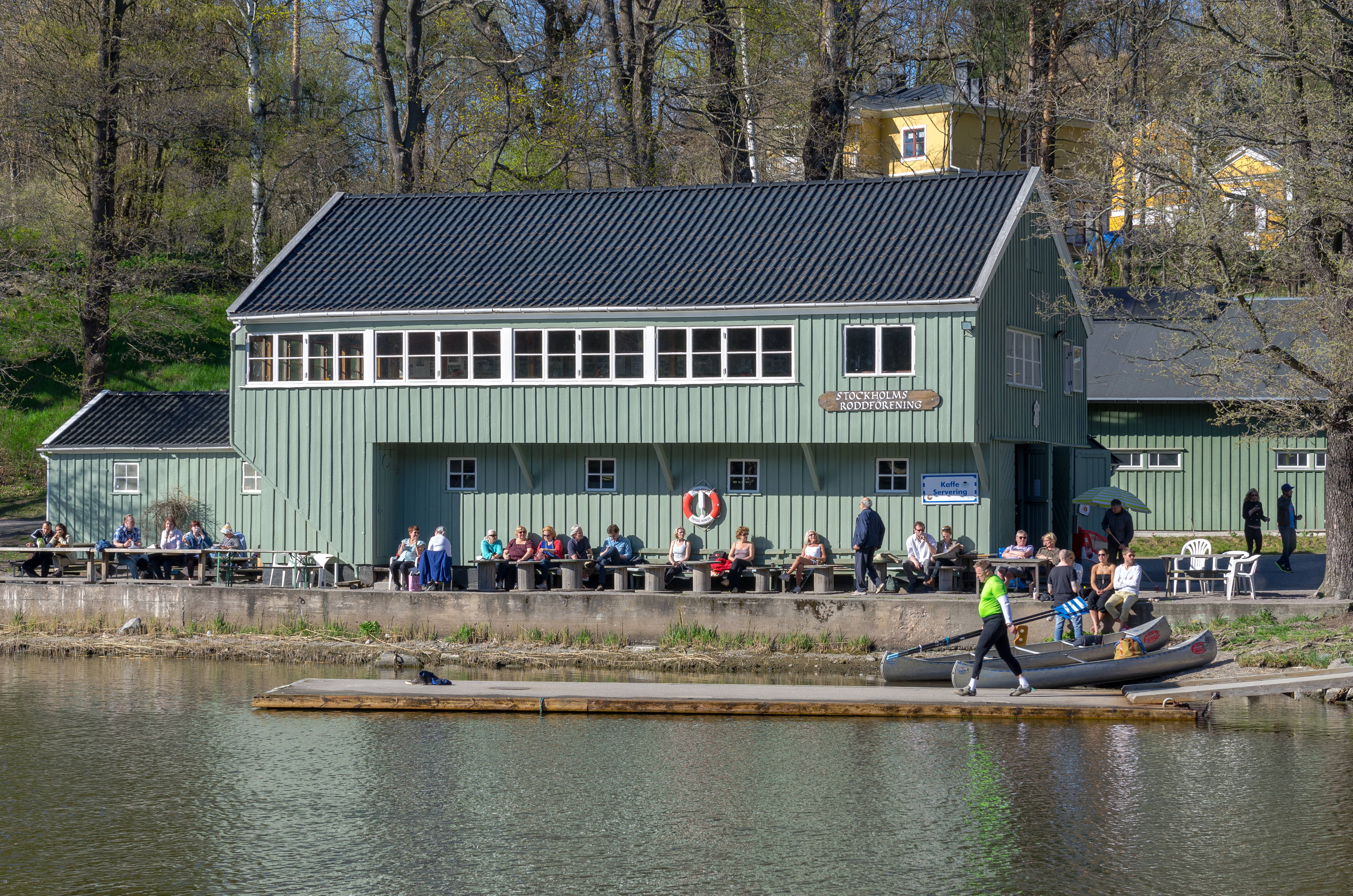
Roddklubben, vy över Djurgårdsbrunnsviken.

Stockholms Roddförening är en roddklubb på Gärdet intill Djurgårdsbrunn i Stockholm och grundades 8 april 1880 på förslag av bland andra Victor Balck och Hans Naess. Det nuvarande båt- och klubbhuset ritat av arkitekterna Sigurd Lewerentz och Torsten Stubelius och invigdes den 13 juli 1913.

## Tidig historia

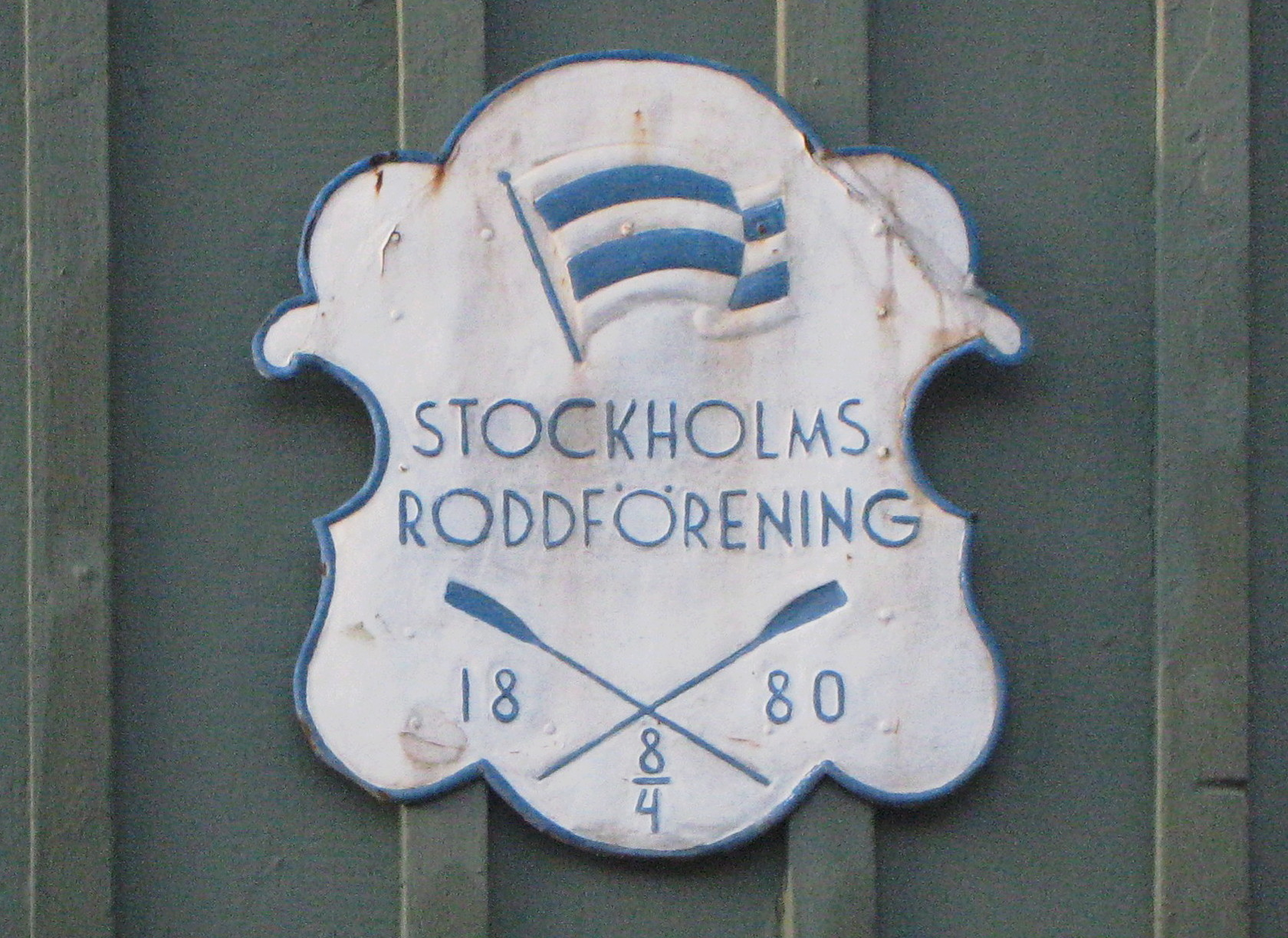
Klubbens emblem.

Den 15 maj 1880 fick föreningen tillstånd av Riksmarskalks Embetet att bygga ett båthus öster om den gamla laboratoriebyggnaden vid Laboratoriehagen, som disponerades av Kongl. Skogsinstitutet. Båthuset invigdes den 1 juli samma år. 1897 fick föreningen överta Mälareroddklubbens båthus som ställdes upp på samma plats. 
Föreningen anlade under åren 1880-1888 en skridskobana för allmänheten utanför sitt båthus vid Djurgårdsbrunnsviken. Den 26 februari och 5 mars 1882 arrangerade föreningen Sveriges första tävlingar i hastighets- och figuråkning. Som en följd av denna verksamhet bildades på Stockholms Roddförenings initiativ 31 mars 1883 Stockholms Allmänna Skridskoklubb. I samband med Stockholmsolympiaden 1912 var föreningens båthus kansli för de olympiska rodd- och simtävlingarna som avhölls på Djurgårdsbrunnsviken. Målet för roddtävlingarna var utmed Strandvägen vid Torstenssonsgatan.

## "Nya" båthuset
År 1912 blev tomtarrendet uppsagt då området skulle bebyggas med Diplomatstaden. Den 7 oktober 1912 fick Stockholms Roddförening beviljat av Riksmarskalksämbetet att intill den s.k. Brända tomten vid Lido uppföra det nuvarande båthuset, ritat av arkitekterna Sigurd Lewerentz och Torsten Stubelius. Det nya båthuset som invigdes den 13 juli 1913, ligger vid Lidovägen 22 på Djurgården.
Som virke till båthuset användes bland annat läktaren på roddbanan från Stockholmsolympiaden.  Den var cirka 300 meter lång och fanns på Strandvägskajen mellan Djurgårdsbron och Torstenssonsgatan. Fortfarande kan man än idag se sittplatsnummer i taket i föreningens båthall. Huset har under årens lopp varsamt renoverats och moderniserats och ser till det yttre och inre ut i stort sett som då det var nytt. Flertalet av bänkarna och borden i övervåningen tillhör dessutom originalinredningen från 1913. Huset anses ha stort kulturhistoriskt värde och är nu klassat som ett hus där förändringar inte får göras utan länsstyrelsens godkännande.

## Idag
År 2004 invigdes en ny båthall, ritad av arkitekt Gunnar Mattsson, intill det gamla båthuset från 1913. Båtparken hade blivit så stor att det gamla huset inte räckte till. I den nya båthallen inryms också en träningslokal med bl.a. roddmaskiner.
Föreningen har hittills under 2000-talet vunnit 34 svenska seniormästerskap. Under samma tidsperiod har roddare från föreningen representerat Sverige i olika båttyper och blivit Nordiska Mästare för seniorer 1 gång och för juniorer 6 gånger, dessutom har föreningen vunnit 3 Svenska Mästerskap i kustrodd, 2020 och 2021. Under 2021 och 2022 har en roddare från föreningen, Eskil Borgh, blivit världsmästare i kustrodd tillsammans med Dennis Gustavsson från Höganäs.

## Bilder

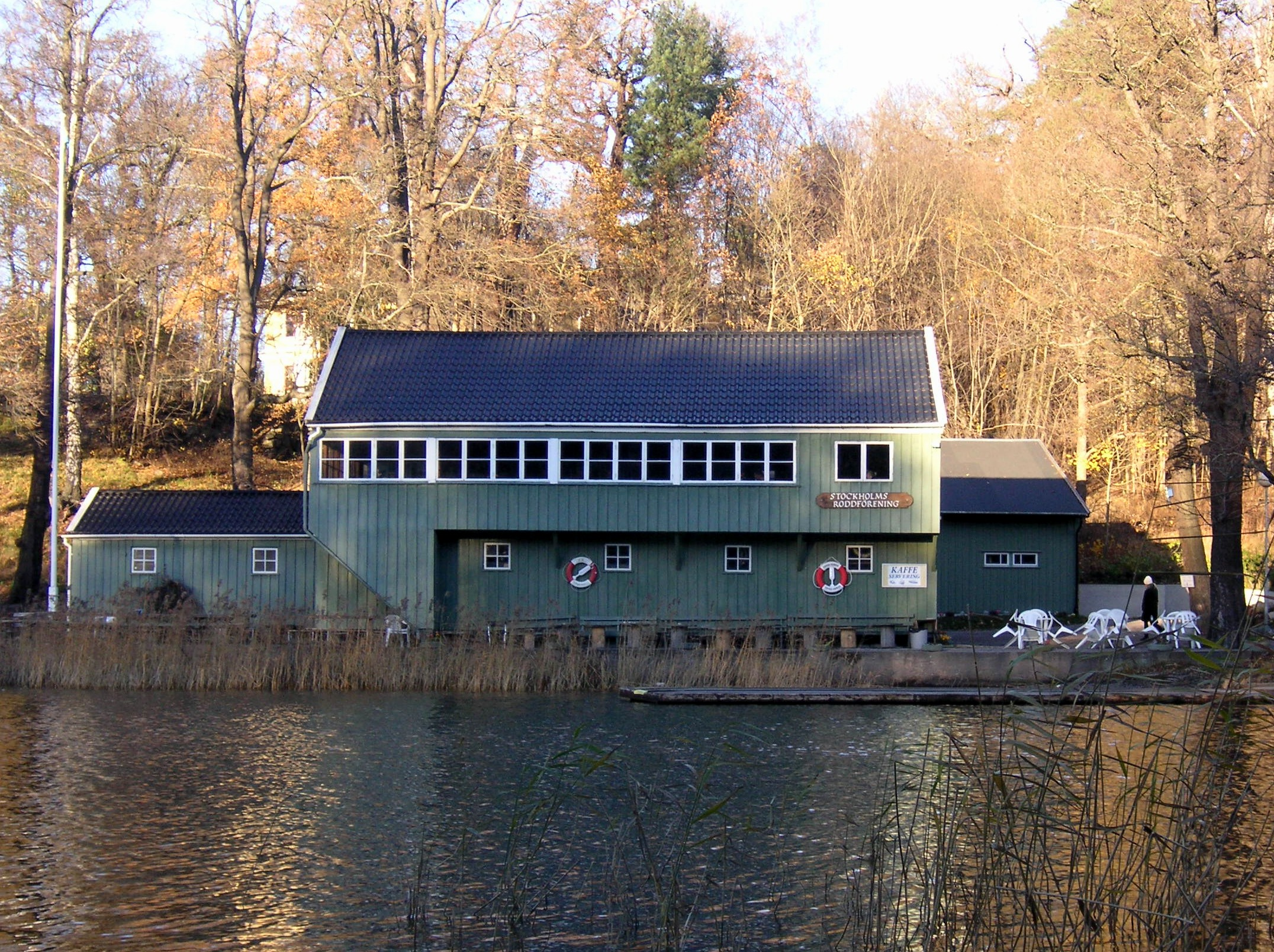
Roddklubben, vy över Djurgårdsbrunnsviken.
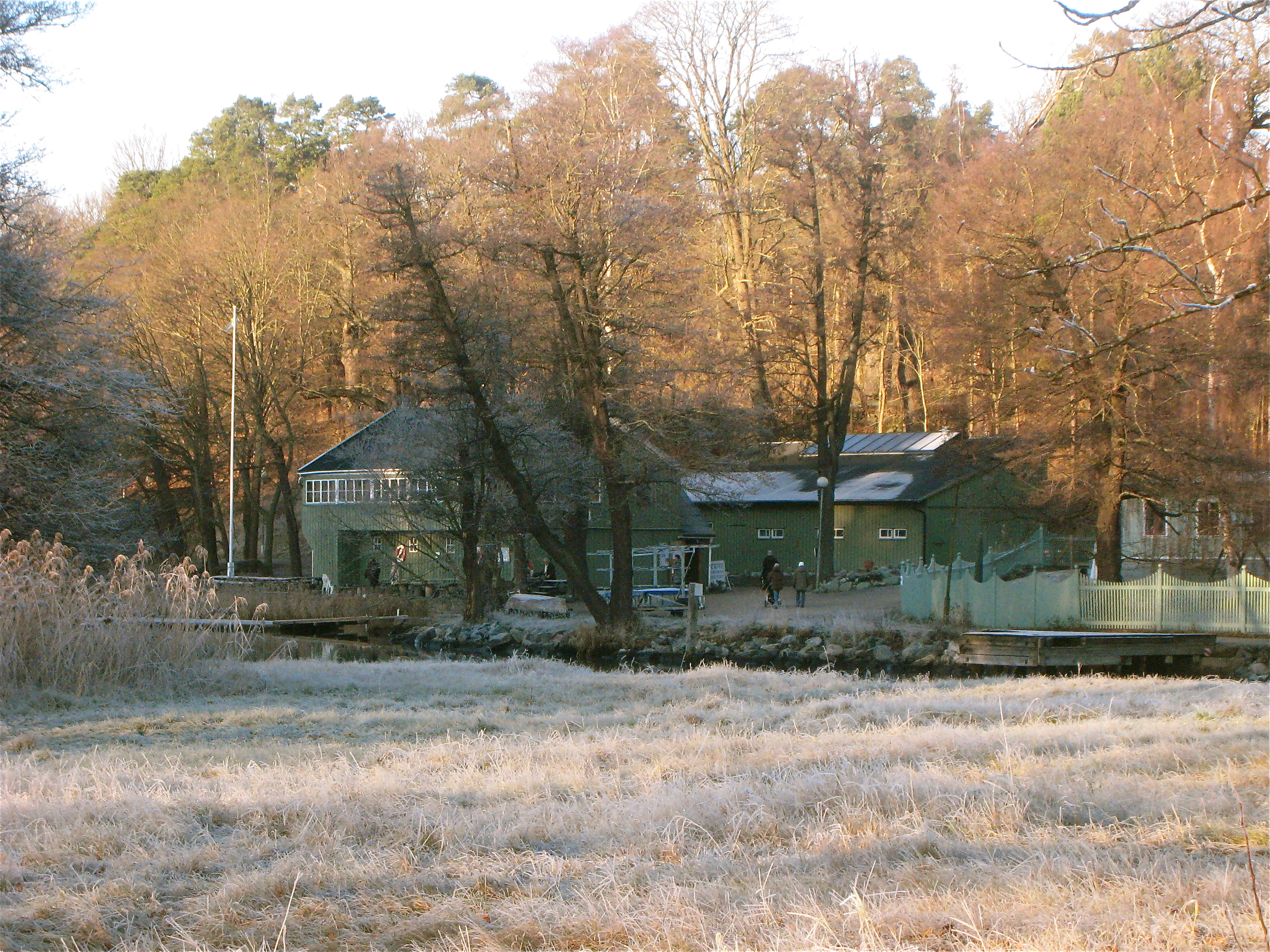
Klubbens anläggning med det gamla båthuset och Mattssons nya båthus bakom.
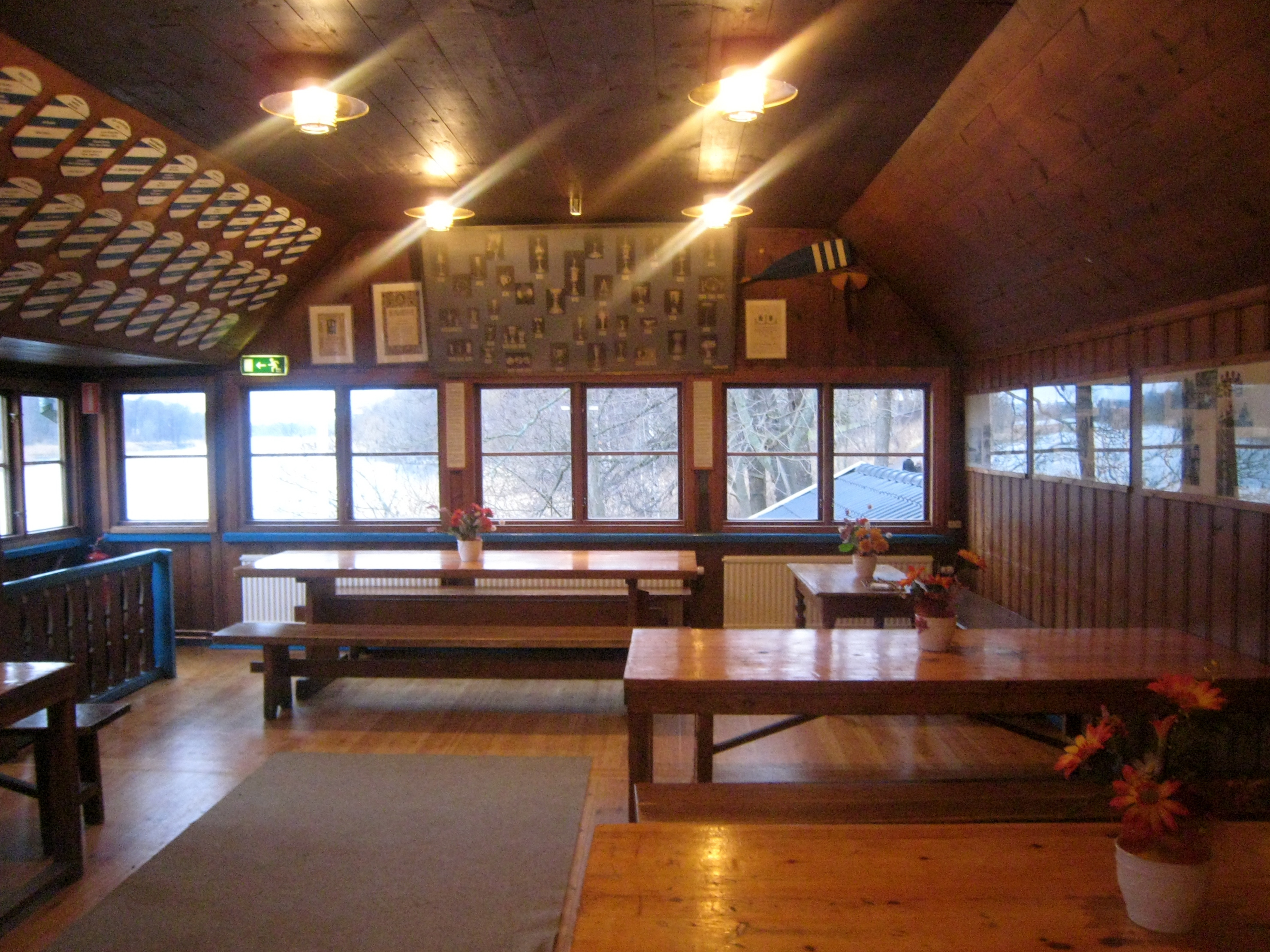
Klubblokalen på övervåningen.
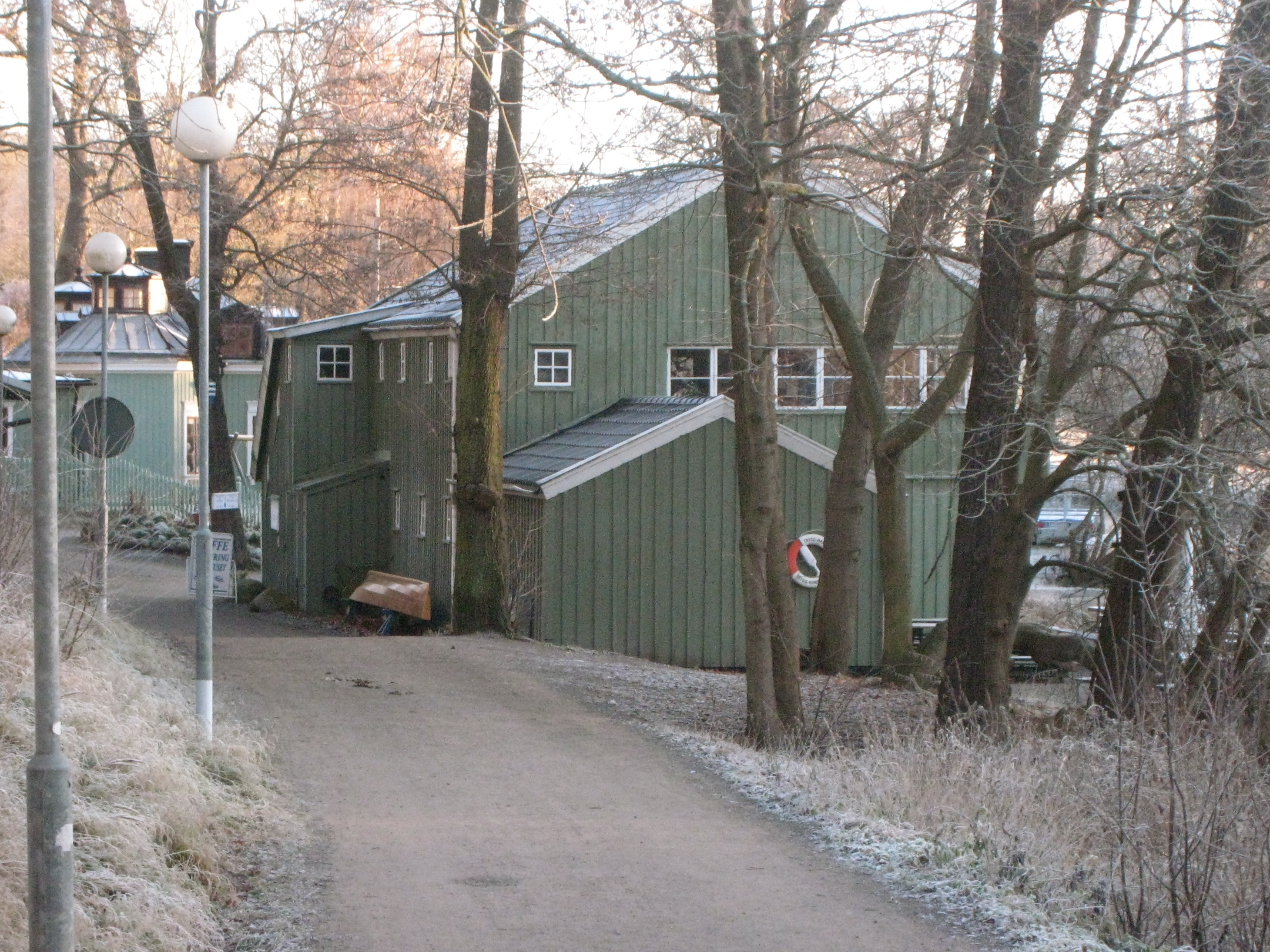
Vy från gångvägen längs Djurgårdsbrunnsviken.
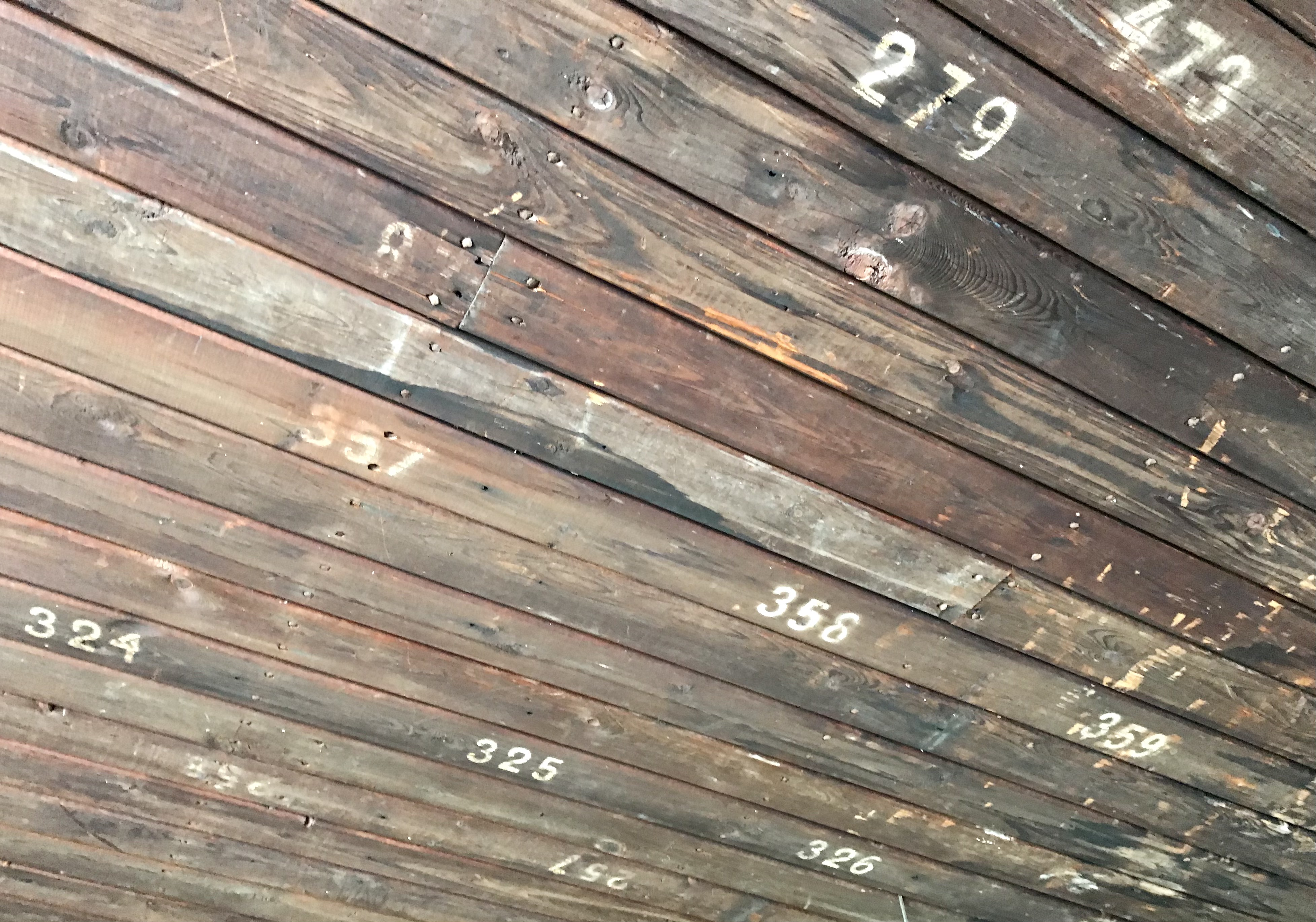
Taket i båthallen.